# Dolné Saliby
Dolné Saliby este o comună slovacă, aflată în districtul Galanta din regiunea Trnava. Localitatea se află la altitudinea de 115 m deasupra n.m., se întinde pe o suprafață de 18,72 km2 și în 2017 număra 1.988 de locuitori.
Localitatea este înfrățită cu Pannonhalma.

## Istoric
Localitatea Dolné Saliby este atestată documentar din 1158.

## Demografie
| An:                | 1994 | 2004   | 2014   | 2024   |
| ------------------ | ---- | ------ | ------ | ------ |
| Număr de persoane: | 1912 | 1957   | 1954   | 2024   |
| Diferență:         |      | +2,35% | −0,15% | +3,58% |

| An:                | 2023 | 2024   |
| ------------------ | ---- | ------ |
| Număr de persoane: | 2036 | 2024   |
| Diferență:         |      | −0,58% |